# Daniela Herrero
Daniela Laura Herrero (Berazategui, 19 de agosto de 1985) es una cantante y actriz argentina.

## Carrera musical
Su primer álbum, lanzado en 2001, Daniela Herrero, se convirtió en un sorpresivo éxito. El disco está compuesto por 12 temas que navegan por diferentes ritmos musicales, además de contar con autores de renombre como Coti Sorokin. El sencillo de difusión Solo tus canciones irrumpió en las radios argentinas disparándose en las primeras posiciones de los rankings de inmediato para mantenerse durante el resto del año en los primeros puestos. Los sencillos que continuaron con la difusión del álbum fueron: Demasiado y El cree que soy tonta, ambos con una importante rotación en los medios, haciendo de Daniela Herrero una promesa para el rock argentino. El disco también incluye dos temas de composición propia, Como un demonio y Aún tu nombre, canción en homenaje al barrio de su infancia.
En 2003, lanzó su segundo disco para Sony BMG titulado No voy a mentirte, conteniendo 12 canciones, el primer corte de difusión fue el sencillo Cada vez, luego Fuera de mi tiempo y Noche de verano, los tres contaron con una amplia difusión radial y sus videoclips rotaron frecuentemente en la televisión.
Paralelamente a la grabación de este disco, Daniela recibe la propuesta para ser una de las protagonistas de la telenovela "Costumbres argentinas", producida por Ideas del Sur para Telefé. Con No voy a mentirte Daniela obtuvo el galardón de Disco de oro por las ventas obtenidas. Luego lo presenta en el Teatro Ópera de Buenos Aires.
En 2004, recibió el premio Gardel a la música en el rubro "Mejor álbum artista femenina". En este mismo año, tuvo dos grandes presentaciones ratificando su convocatoria y sumando seguidores a sus admiradores incondicionales: en marzo se presentó en el Gran Rex y en abril en el Luna Park, agotando las localidades. En estos espectáculos se la anunció como "La renovación del rock" ya que su música tomó un perfil más roquero en cuanto a sonido y escena.
Herrero fue artista invitada de los shows de Avril Lavigne en su paso por el Estadio Obras Sanitarias en 2005.
Su siguiente lanzamiento en 2005 fue El espejo, sucesor del exitoso No voy a mentirte (2003), producido por Daniela bajo el sello Sony-BMG. El primer corte del disco Como algo más, fue compuesto por la propia cantante, demostrando un enorme crecimiento compositivo, su sonido cambia fuertemente para su imagen pública, pero no tanto para sus fanes, ya que la artista venía reversionando sus temas, llevándolos a un sonido totalmente roquero y renovado. Luego le siguieron, Adoquines y la balada Sé, que demuestra su crecimiento vocal y versatilidad para interpretar diversidad de ritmos.
Luego de un receso, vuelve al ruedo con "Altavoz", el cual salió a la venta en mayo de 2010. Su primer corte fue Silencio. Daniela siguió demostrando que la rebelde adolescente se había transformado, sus temas se tornaron bastante más oscuros pero también más reales, tomando un sonido más roquero, fresco, alejándose bastante del sonido progresista que siempre la acompañó en sus discos anteriores. 
En el mes de marzo del mismo año, salió a la venta el disco de varias artistas, el cual se titula "Se puede", Daniela puso la voz a uno de los temas compuestos por ella y Lucas Marti, Convoy. También participó en el mismo Julieta Venegas, entre otras figuras de la música.
El 14 de mayo de 2012, lanzó su quinto disco "Madre", con canciones inéditas, todas de su autoría, más una pista adicional homenaje a Norberto "Pappo" Napolitano de la canción "Juntos a la par", el cual junto a "Hacerte bien", el primer sencillo del disco, se posicionó como un nuevo éxito en su carrera. Unos meses antes del lanzamiento del disco, la cantante adelantó temas nuevos en el Estadio Luna Park como artista invitada de la banda internacional Tears for Fears. Ese mismo año también lanzó dos singles de difusión, "No va más" con un vídeo en el que participaron sus fanes, convocados por medio de las redes sociales oficiales de la cantante y "Estar así", sin videoclip, pero con muy buena respuesta en los charts radiales.
En 2014, anunció que su sexto disco saldría a mediados de 2015 y que tomaría un sonido mucho más moderno de lo que venía haciendo, en esta oportunidad ella misma sirvió como productora y compositora de toda la obra y eligió como coproductor a Mariano Romano (guitarrista histórico de su banda). El disco se llamó "En un segundo" y fue lanzado en octubre de 2015.
A finales de 2016, participó en la película "Hipersomnia" del director Gabriel Grieco la cual estrenó en 2017, allí realiza un cameo e interpreta el tema original del filme junto a Fabiana Cantilo y Claudia Puyó, dicha canción compuesta por el grupo Airbag se titula "Cae el sol".
En 2017, para las vacaciones de invierno en Argentina, estrena como protagonista de la obra teatral "Había una vez... Rock!", un musical que recorre toda la historia del rock nacional, ambientado para los más chicos.
En 2018, fue nominada a los Premios Martin Fierro por el tema "Las Estrellas" como "Mejor cortina musical", el mismo fue el tema oficial de apertura de la telenovela más exitosa del año 2017, transmitida en el horario central de Canal 13. Perdió con "Los sueños del ayer" interpretado por Alejandro Lerner de la tira Cuéntame cómo pasó. Además, fue convocada para cantar por los 20 años de los premios más importante de la música en Argentina, Premios Gardel a la música, a dúo con Nahuel Pennisi.

## Carrera actoral
Es recordada por su rol protagónico en “Costumbres argentinas”, la exitosa comedia de la productora Ideas del Sur televisada en 2003 por Telefe. Daniela tenía 18 años y se transformó gracias a esa actuación, en la revelación televisiva del año siendo galardonada con varios premios.
Su carrera como actriz se estancó tras rechazar varias propuestas como protagonista de diversas novelas como "Frecuencia 04", "Sangre fría", "Atracción x4", "Graduados", "Montecristo", "Qitapenas", entre otras. 
En 2010 aceptó participar y protagonizar junto a Julieta Díaz, Hilda Bernard y Leonardo Sbaraglia el capítulo "Te quiero" del unitario "Lo que el tiempo nos dejó", dirigido por Adrián Caetano para su retorno a la pequeña pantalla en la producción de Telefe, donde en cada capítulo participaron diferentes actores nacionales como protagonistas de cada episodio. Esta serie fue un especial por el bicentenario argentino que contó los momentos más representativos de su historia.
En 2012 fue convocada por Telefe-Yankelevich para ser una de las protagonistas de "Qitapenas", un unitario que el canal preparó para el horario central. Al no llegar a un acuerdo en cuanto a las fechas de rodaje, debió rechazar la propuesta y seguir con la música. En marzo de ese mismo año lanzó "Madre", un nuevo disco, ya con una gira trazada.
En 2014 vuelve a ser convocada por los productores Sebastián Ortega y Pablo Culell para sumarse como estrella invitada a la exitosa comedia del horario central de Telefe, "Viudas e Hijos del Rock and Roll", como Paula, una joven embarazada que es encontrada por Diego (Damián de Santo) en la calle a punto de dar a luz.
En 2017 vuelve a la actuación protagonizando "Había una vez... rock", un musical que cuenta la historia del rock nacional ambientada para los más chicos. La obra de teatro se llevó a cabo en el teatro "La Tangente" con 16 funciones totalmente agotadas.

## Discografía

### Daniela Herrero (2001)
Canciones
- Solo tus canciones
- Todo al revés
- Bla bla
- El cree que soy tonta
- A tu lado
- Como un demonio
- Una rosa de abril
- Esperando a que vuelvas
- Demasiado
- Volver a vos
- Aún tu nombre
- He guardado

### No voy a mentirte (2003)
Daniela volvió con un nuevo álbum: "No voy a mentirte". Durante gran parte del 2002, trabajó junto a su banda en la composición de la mayoría de los temas que componen esta placa.
Es un álbum donde se pueden encontrar temas de corte roquero como "Cada vez", "No voy a mentirte" y "Fuera de mi tiempo", pasando por baladas donde muestra su lado romántico con "Por ti", "Hasta que llegues" y "Todo el tiempo" y canciones con un estilo más pop como "Tu sonrisa" y "No me busques más", logrando un equilibrio merced a la cantidad de matices que tiene el disco.
Canciones
- Cada vez
- Tu sonrisa
- No me busques más
- Por ti
- Noche de verano
- Veo veo
- Todo el tiempo
- Mi último as
- No voy a mentirte
- Fuera de mi tiempo
- Hasta que llegues
- Vas y vienes

### El espejo (2005)
El disco fue producido por la propia Daniela, el cual demostró su crecimiento y su compromiso con el trabajo. El sonido es más roquero y su voz se nota más madura y afianzada.
"Como algo más", primer corte del disco, es un tema de su propia autoría y muestra la evolución que logró tanto en el sonido como en la composición. 
Canciones
- Como algo más
- No me digas
- Cerca
- Ese chico
- Sé
- Me falta una traición aún
- El momento
- Ruido
- Por el marco de tu cara
- Batallar
- Puedo ver
- Adoquines
- Cambio los rayos
- Mundo de canciones

### Altavoz (2010)
Altavoz fue lanzado en mayo de 2010 y contiene 14 nuevas canciones. Daniela es compositora de casi toda esta obra. Junto con el productor Rodrigo Crespo, pudieron lograr un sonido distinto, actual y novedoso. Sus temas se tornaron bastante más oscuros, pero también más reales, tomando un sonido más roquero, fresco, alejándose bastante del sonido progresista que siempre la acompañó en sus discos. "Altavoz" a nivel letras y sonido, podría llevarse el primer lugar como el mejor disco de su carrera, al menos hasta el momento. El editarlo de modo independiente le dio la libertad absoluta en el proceso creativo del mismo.
Canciones
- Reyes
- Procrear
- Silencio
- Más de lo que me das
- Incorrecto
- No es un sueño
- De nuevo
- Desaparezco
- Desintegrándome
- Trenes
- Son 2 son 3
- Sol sin sol
- Vivo
- Despierta

### Madre (2012)
El 14 de mayo de 2012 lanzó su nuevo disco con canciones inéditas, todas de su autoría, más una pista adicional homenaje a Pappo, "Juntos a la par", el cual junto a "Hacerte Bien" el primer sencillo del disco, se posicionó como un nuevo éxito en su carrera.
Unos meses antes del lanzamiento del álbum, la cantante adelantó temas nuevos en el Luna Park, como artista invitada de la legendaria banda internacional Tears for Fears. En 2013 lanzó dos singles más de difusión, "No va más" con un vídeo en el que participaron sus fanes, convocados por medio de las redes sociales oficiales de la cantante y "Estar así", sin videoclip pero con una buena respuesta en los charts radiales.
Canciones
- Estar así
- Todo
- Hacerte bien
- Esconderme de mi
- Como va mi corazón
- Hay escrito algo
- Las horas
- Con vos
- No va más
- De cara
- Juntos a la par (Bonus Track)

### En un segundo (2015)
Lanzó su nuevo disco con todas las canciones de su autoría, en esta oportunidad como con el disco "El espejo" (2005), la cantautora también fue productora de toda su obra. El sencillo de difusión lleva el mismo título que el disco, luego siguió "Cuanto" como segundo corte, un tema dedicado al empoderamiento y la fuerza femenina, en el videoclip participan las mujeres de su familia abarcando distintas generaciones.
Según las propias palabras de Daniela a la Revista Billboard para este disco decidió explorar un poco más el sonido techno-pop, logrando fusionarlo con el rock y baladas.
Canciones
- Me olvido de mi
- En un segundo
- Cuánto
- En Nueva York
- Te vi
- Ópera
- Me equivoqué
- Gala
- Personalidad
- Todo eso que no puedes decir

## Videoclips
- Solo tus canciones (2001)
- Demasiado (2001)
- Cada vez (2003)
- Fuera de mi tiempo (2003)
- Como algo más (2005)
- Adoquines (2005)
- Sé (2005)
- Silencio (2010)
- Juntos a la par (2012)
- Hacerte bien (2012)
- En un segundo (2015)
- Cuánto (2015)

## Sencillos
- Solo tus canciones
- Demasiado
- El cree que soy tonta
- Cada vez
- Fuera de mi tiempo
- Todo el tiempo
- Noche de verano
- Como algo más
- Adoquines
- Sé
- Silencio
- Juntos a la par
- Hacerte bien
- No va más
- Estar así
- En un segundo
- Cuanto
- Las estrellas
- El Karma de vivir al sur (cover Charly García)
- El séptimo día (cover Soda Stereo)
- Raíz
- Iluminarte

## Filmografía en cine y televisión
- Costumbres argentinas - Mariana Pagliaro (2003, Telefe)
- Lo que el tiempo nos dejó - Hermana Verónica (2010, Telefe)
- Viudas e hijos del rock and roll - Paula (2014, Telefe)
- Hipersomnia - Cameo y BSO de la película con "Cae el sol" junto a Fabiana Cantilo y Claudia Puyó (2017)
- Las Estrellas - BSO de la tira (2017, Canal Trece)

## Premios
| Premios Carlos Gardel | Premios Carlos Gardel | Premios Carlos Gardel            | Premios Carlos Gardel |
| Año                   | Álbum                 | Categoría                        | Resultado             |
| --------------------- | --------------------- | -------------------------------- | --------------------- |
| 2001                  | Daniela Herrero       | Mejor Álbum Artista Femenina Pop | Ganó                  |
| 2001                  | Daniela Herrero       | Artista Revelación               | Nominada              |
| 2004                  | No voy a mentirte     | Mejor Álbum Artista Femenina     | Ganó                  |
| 2005                  | El espejo             | Mejor Álbum Artista Femenina     | Nominada              |
| 2013                  | Madre                 | Mejor Álbum Artista Femenina     | Nominada              |
| 2015                  | En un segundo         | Mejor Álbum Artista Femenina     | Nominada              |

| MTV Music Awards Latinoamérica | MTV Music Awards Latinoamérica | MTV Music Awards Latinoamérica | MTV Music Awards Latinoamérica |
| Año                            | Álbum                          | Categoría                      | Resultado                      |
| ------------------------------ | ------------------------------ | ------------------------------ | ------------------------------ |
| 2002                           | Daniela Herrero                | Mejor Artista Nueva Sur        | Nominada                       |

| Premios Clarín | Premios Clarín        | Premios Clarín    | Premios Clarín |
| Año            | Película/Serie        | Categoría         | Resultado      |
| -------------- | --------------------- | ----------------- | -------------- |
| 2004           | Costumbres argentinas | Actriz Revelación | Ganó           |

| Premios Martín Fierro | Premios Martín Fierro | Premios Martín Fierro | Premios Martín Fierro |
| Año                   | Canción               | Categoría             | Resultado             |
| --------------------- | --------------------- | --------------------- | --------------------- |
| 2018                  | Las Estrellas         | Cortina Musical       | Nominada              |